# Поєнарі (Поєнарій-де-Арджеш, Арджеш)
Поєнарі (рум. Poienari) — село у повіті Арджеш в Румунії. Адміністративний центр комуни Поєнарій-де-Арджеш.
Село розташоване на відстані 142 км на північний захід від Бухареста, 35 км на північний захід від Пітешть, 100 км на північний схід від Крайови, 106 км на південний захід від Брашова.

## Населення
За даними перепису населення 2002 року у селі проживали 559 осіб, з них 554 особи (99,1%) румунів. Усі жителі села рідною мовою назвали румунську.